# Häggums kyrka
Häggums kyrka är en kyrkobyggnad som sedan 2010 tillhör Skultorps församling (tidigare Häggums församling) i Skara stift. Den ligger i kyrkbyn Häggum på Billingens sydsluttning i Skövde kommun. 

## Kyrkobyggnaden
Föregående kyrka var byggd på medeltiden och fanns troligen på samma plats som den, där nuvarande kyrka ligger. 
Häggums kyrka uppfördes 1864 av byggmästaren Anders Pettersson efter ritningar av arkitekt Per Ulrik Stenhammar i nyklassicistisk stil. Byggnaden består av ett rektangulärt långhus med rakt kor i öster och ett torn i väster med medeltidsinspirerat sadeltak. Öster om koret finns en smalare och lägre sakristia. Kyrkorummet täcks av ett tredingstak.

## Inventarier
- Den romanska dopfunten från 1200-talet härstammar från den gamla kyrkan.
- Predikstolen i lantlig barock från 1761 kommer även den från den tidigare kyrkan.
- Altartavlan är målad 1872 av Anders Gustaf Ljungström.

### Klockor
Storklockan, som är medeltida, har endast en kort ofullständig inskrift, som bör kunna tolkas som: Herrens år 1460 [göts jag].

### Orglar
- Orgeln som är placerad på läktaren i väster är tillverkad 1925 av Nordfors & Co. Den är pneumatisk och har åtta stämmor fördelade på manual och pedal och en stum samtida fasad.[2]
- Det finns även en mindre orgel på golvet i kyrkans södra del. Den är byggd av Smedmans Orgelbyggeri och införskaffades 1986 då den ersatte en tidigare kororgel byggd 1971. Instrumentet har sex stämmor fördelade på manual och pedal.[3]

## Bilder

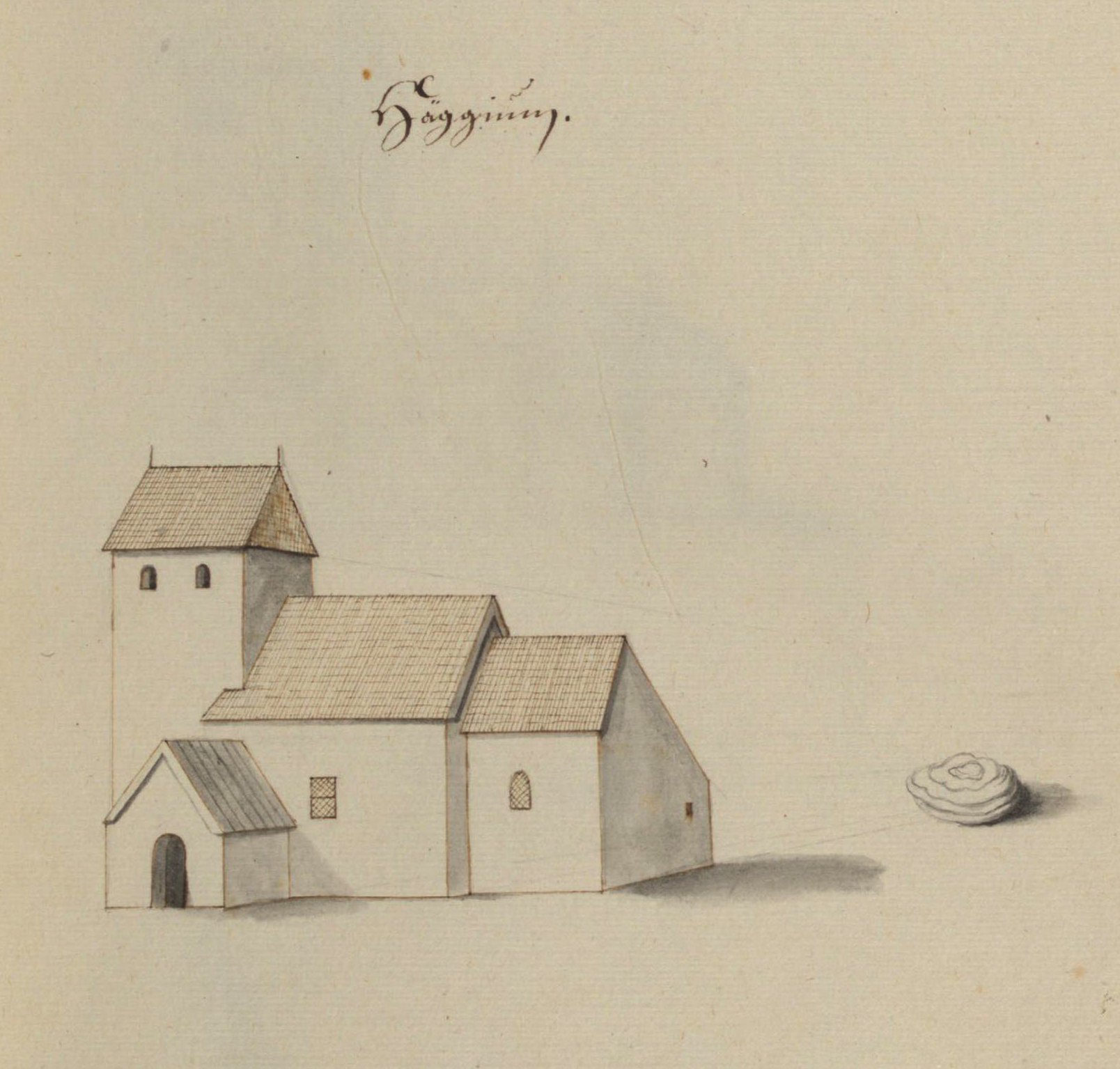
Den gamla kyrkan på teckning omkring 1670.
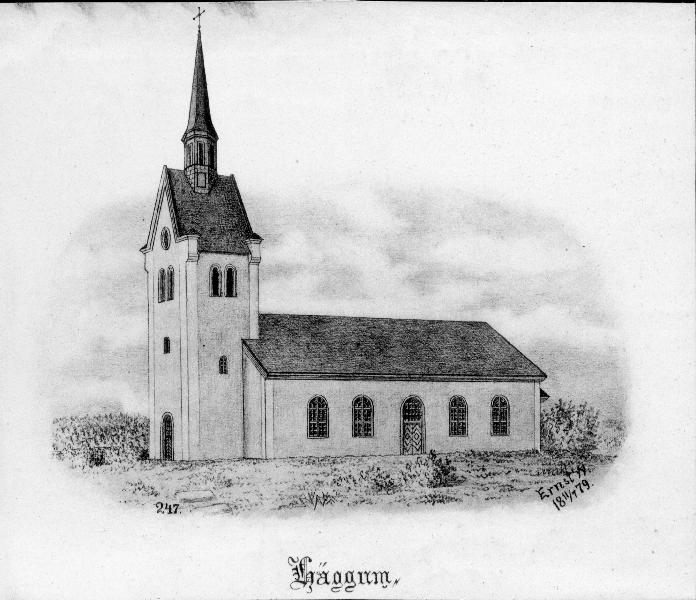
Kyrkan på teckning från 1879.
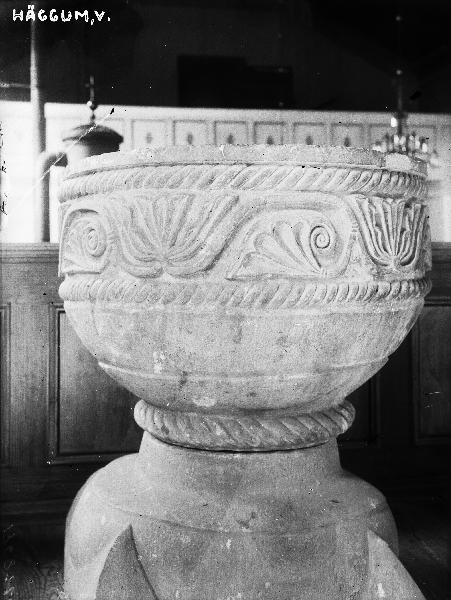
Dopfunten.